# Konstantin Murawiew
Konstantin Władow Murawiew (bułg. Константин Владов Муравиев; ur. 5 marca 1893 w Pazardżiku, zm. 31 stycznia 1965 w Sofii) – bułgarski dyplomata i polityk, od 1918 członek Bułgarskiego Ludowego Związku Chłopskiego, deputowany do Zwyczajnego Zgromadzenia Narodowego 20. (1923), 22. (1927–1931) i 23. kadencji (1931–1934), minister wojny (1923), oświaty narodowej (1931–1932), rolnictwa i własności państwa (1932–1934) oraz spraw zagranicznych i wyznań wiary (1944), przedostatni premier Carstwa Bułgarii (1944).

## Życiorys
W 1912 ukończył amerykański Robert College w Stambule, zaś w 1915 Szkołę Wojskową w Sofii. Uczestniczył w wojnach bałkańskich i w I wojnie światowej. W 1919 przeszedł w stan spoczynku w stopniu kapitana.
Karierę polityczną zapoczątkował w 1918 wstępując do Bułgarskiego Ludowego Związku Chłopskiego. Po ukończeniu służby wojskowej został osobistym sekretarzem Aleksandyra Stambolijskiego. W okresie sprawowania przez Stambolijskiego funkcji premiera Carstwa Bułgarii pełnił rolę naczelnika policji politycznej (bułg. Обществена безопасност) (1919–1920), konsula generalnego w Rotterdamie (1920), kierownika bułgarskiego poselstwa w Holandii (1921) i Chargé d’affaires w Stambule (1922–1923). Od marca do czerwca 1923 był ministrem wojny.
Po przewrocie 9 czerwca 1923 wraz z pozostałymi członkami rządu Stambolijskiego został uwięziony. W kwietniu 1926 wyszedł na wolność i stanął na czele frakcji Bułgarskiego Ludowego Związku Chłopskiego „Wrabcza 1". W 1927 został wybrany do Zwyczajnego Zgromadzenia Narodowego 22. kadencji, a w 1931, tym razem z listy Bloku Narodowego, do Zgromadzenia Narodowego 23. kadencji. W okresie sprawowania władzy przez Blok Narodowy był ministrem oświaty narodowej (1931–1932), a następnie rolnictwa i własności państwa (1932–1934). Po zamachu stanu 19 maja 1934 utracił stanowisko.
2 września 1944, po dymisji gabinetu Iwana Bagrianowa stanął na czele nowego, koalicyjnego rządu. W jego składzie po raz pierwszy od ponad dziesięciu lat znaleźli się przedstawiciele partii opozycyjnych. Rząd Murawiewa podjął ostatnią próbę zapobiegnięcia wojnie ze Związkiem Radzieckim, którego armia zbliżała się do granic Carstwa Bułgarii. W przeciągu kilku dni Bułgaria zerwała stosunki dyplomatyczne z hitlerowskimi Niemcami, a 6 września wypowiedziała im wojnę. Ponadto rząd ogłosił chęć podpisania rozejmu z Wielką Brytanią i Stanami Zjednoczonymi, rozpoczął wycofywanie wojsk z terenów Jugosławii, a także przywrócił parlamentarny system sprawowania władzy. Wysiłki Murawiewa nie przyniosły pożądanego rezultatu. 5 września ZSRR wypowiedział Bułgarii wojnę, zaś cztery dni później, 9 września 1944, oddziały wspieranego przez Sowietów Frontu Ojczyźnianego przeprowadziły zamach stanu i przejęły władzę w państwie.
Wkrótce po przewrocie Murawiew znalazł się w kilkutysięcznej grupie polityków i działaczy oskarżonych przez komunistyczny Sąd Ludowy o wciągnięcie Bułgarii do wojny w ramach koalicji hitlerowskiej. Po procesie wydano na niego wyrok dożywotniego więzienia. W 1955 na krótko odzyskał wolność, ale po wybuchu powstania węgierskiego jesienią 1956 trafił, tym razem bez wyroku, na pięć lat do obozu koncentracyjnego w Belene. Niedługo po odbyciu tej ostatniej kary zmarł.
W 1996 wyrok Sądu Ludowego skazujący Murawiewa został symbolicznie unieważniony przez Sąd Najwyższy.

## Funkcje sprawowane przez Murawiewa w Radzie Ministrów
Konstantin Murawiew zajmował następujące stanowiska w rządach Carstwa Bułgarii (w porządku chronologicznym):
- w rządzie Aleksandyra Stambolijskiego
  - minister wojny (12 marca – 9 czerwca 1923)
- w piątym rządzie Aleksandyra Malinowa
  - minister oświaty narodowej (29 czerwca – 12 października 1931)
- w pierwszym rządzie Nikoły Muszanowa
  - minister oświaty narodowej (12 października 1931 – 7 września 1932)
- w drugim rządzie Nikoły Muszanowa
  - minister oświaty narodowej (7 września 1932 – 31 grudnia 1932)
- w trzecim rządzie Nikoły Muszanowa
  - minister rolnictwa i własności państwa (31 grudnia 1932 – 19 maja 1934)
- w swoim rządzie
  - premier (2 września – 9 września 1944)
  - minister spraw zagranicznych i wyznań wiary (2 września – 9 września 1944)